# Abderrahmane Mehdaoui
Abderrahmane Mehdaoui (arabisch عبد الرحمان مهداوي, DMG ʿAbd ar-Raḥmān Mahdāwī; * 7. Oktober 1949 in Hussein Dey; † 13. September 2022 in Algier) war ein algerischer Fußballspieler und -trainer. Zeitweise betreute er die algerische Nationalmannschaft.

## Sportlicher Werdegang
Mehdaoui bestritt seine aktive Karriere bei NA Hussein Dey, eine Verletzung bremste ihn jedoch früh aus und führte ihn zum Studium der Sportwissenschaft. Parallel war er zunächst Jugendtrainer bei OMR El Annasser, später war er Cheftrainer des seinerzeitigen Amateurklubs. Anschließend trainierte er in den 1980er Jahren unter anderem CB Sidi Moussa und IB Khémis El Khechna, ehe er zur Fédération Algérienne de Football wechselte. Dort leitete er unter anderem die Trainerausbildung und assistierte Nationaltrainer Kamel Lemoui. Zwischenzeitlich wieder im unterklassigen Vereinsfußball tätig kehrte er als Assistent von Meziane Ighil 1992 zur Fédération Algérienne de Football (FAF) zurück.
1993 übernahm Mehdaoui seinen Heimatklub NA Hussein Dey, ab 1994 war er als Trainer für WA Tlemcen in der Ligue Professionnelle 1 zuständig. Nach der Trennung von Hamid Zouba übernahm er 1997 als Cheftrainer die algerische Nationalmannschaft. Nach nur vier Siegen in elf Spielen, darunter drei Niederlagen in der Gruppenphase des Afrika-Cup 1998, wurde er frühzeitig vom Amt entbunden. Nach Stationen in Saudi-Arabien bei Al-Ansar FC und al-Taawoun kehrte er 2002 abermals zum Verband zurück, wo er Rückkehrer Zouba bei der Nationalelf assistierte. Bis 2017 trainierte er verschiedene Klubs vornehmlich in den ersten beiden algerischen Spielklassen, anschließend trat er als Experte in Fernsehen und Rundfunk in Erscheinung.
Mehdaoui starb am 13. September 2022 im Alter von 72 Jahren.